# Elezioni generali in Costa Rica del 2018
Le elezioni generali in Costa Rica del 2018 si sono tenute il 4 febbraio (primo turno) e il 1º aprile (secondo turno) per l'elezione del Presidente e il rinnovo dell'Assemblea legislativa.

## Risultati

### Elezioni presidenziali
| Candidati               | Partiti                                | I turno   | I turno | II turno  | II turno |
| Candidati               | Partiti                                | Voti      | %       | Voti      | %        |
| ----------------------- | -------------------------------------- | --------- | ------- | --------- | -------- |
| Carlos Alvarado Quesada | Partito Azione Cittadina               | 466 129   | 21,63   | 1 322 908 | 60,59    |
| Fabricio Alvarado       | Partito Restaurazione Nazionale        | 538 504   | 24,99   | 860 388   | 39,41    |
| Antonio Álvarez         | Partito Liberazione Nazionale          | 401 505   | 18,63   |           |          |
| Rodolfo Piza            | Partito Unità Sociale Cristiana        | 344 595   | 15,99   |           |          |
| Juan Diego Castro       | Partito Integrazione Nazionale         | 205 602   | 9,54    |           |          |
| Rodolfo Hernández       | Partito Repubblicano Sociale Cristiano | 106 444   | 4,94    |           |          |
| Otto Guevara            | Movimento Libertario                   | 21 890    | 1,02    |           |          |
| Edgardo Araya           | Fronte Ampio                           | 16 862    | 0,78    |           |          |
| Sergio Mena             | Partito Nuova Generazione              | 16 329    | 0,76    |           |          |
| Mario Redondo           | Alleanza Democratica Cristiana         | 12 638    | 0,59    |           |          |
| Stephanie Campos        | Partito Rinnovamento Costaricano       | 12 309    | 0,57    |           |          |
| Óscar López             | Partito Accessibilità senza Esclusione | 7 539     | 0,35    |           |          |
| Jhon Vega               | Partito dei Lavoratori                 | 4 351     | 0,20    |           |          |
| Totale                  | Totale                                 | 2 154 697 | 100     | 2 183 296 | 100      |

### Elezioni parlamentari
| Liste                                  | Voti      | %     | Seggi |
| -------------------------------------- | --------- | ----- | ----- |
| Partito Liberazione Nazionale          | 416 638   | 19,49 | 17    |
| Partito Restaurazione Nazionale        | 388 086   | 18,16 | 14    |
| Partito Azione Cittadina               | 347 703   | 16,27 | 10    |
| Partito Unità Sociale Cristiana        | 312 097   | 14,60 | 9     |
| Partito Integrazione Nazionale         | 163 933   | 7,67  | 4     |
| Partito Repubblicano Sociale Cristiano | 89 969    | 4,21  | 2     |
| Fronte Ampio                           | 84 437    | 3,95  | 1     |
| Alleanza Democratica Cristiana         | 52 325    | 2,45  | –     |
| Movimento Libertario                   | 49 659    | 2,32  | –     |
| Partito Accessibilità senza Esclusione | 46 071    | 2,16  | –     |
| Partito Nuova Generazione              | 45 896    | 2,15  | –     |
| Partito Rinnovamento Costaricano       | 41 806    | 1,96  | –     |
| Partito Limonense Autentico            | 13 661    | 0,64  | –     |
| Partito Liberale Progressista          | 12 537    | 0,59  | –     |
| Partito dei Lavoratori                 | 11 615    | 0,54  | –     |
| Actuemos Ya                            | 9 898     | 0,46  | –     |
| Vamos                                  | 8 283     | 0,39  | –     |
| Forze Unite per il Cambiamento         | 8 237     | 0,39  | –     |
| Todos                                  | 8 062     | 0,38  | –     |
| Unione Guanacasteca                    | 7 994     | 0,37  | –     |
| Partito Comunale Unito                 | 6 270     | 0,29  | –     |
| Partito dei Trasportatori              | 4 868     | 0,23  | –     |
| Partito Recuperando Valori             | 4 840     | 0,23  | –     |
| Partito Ugualiganza e Democrazia       | 1 881     | 0,09  | –     |
| Nuovo Partito Socialista               | 790       | 0,04  | –     |
| Totale                                 | 2 137 556 | 100   | 57    |

## Contrassegni elettorali
| Partito Accessibilità senza Esclusione | Partito Azione Cittadina               | Actuemos Ya                      |
| Alleanza Democratica Cristiana         | Partito Limonense Autentico            | Partito Comunale Unito           |
| Fronte Ampio                           | Forze Unite per il Cambiamento         | Partito Integrazione Nazionale   |
| Partito Liberazione Nazionale          | Partito Liberale Progressista          | Movimento Libertario             |
| Partito Nuova Generazione              | Nuovo Partito Socialista               | Partito Uguaglianza e Democrazia |
| Partito Unità Sociale Cristiana        | Unione Guanacasteca                    | Partito Recuperando Valori       |
| Partito Rinnovamento Costaricano       | Partito Repubblicano Cristiano Sociale | Partito Restaurazione Nazionale  |
| Partito dei Lavoratori                 | Partito dei Trasportatori              | Todos                            |
| Vamos                                  |                                        |                                  |

## Risultati per provincia
| Provincia  | PLN     | PRN     | PAC     | PUSC    | PIN    | PRCS   | FA     | ADC    | ML     | PASA   | PNG    | PRC    | PLP   | PT    | Altri | Totale  |
| ---------- | ------- | ------- | ------- | ------- | ------ | ------ | ------ | ------ | ------ | ------ | ------ | ------ | ----- | ----- | --- | ------- |
| Alajuela   | 91.520  | 86.719  | 73.436  | 60.235  | 30.612 | 20.237 | 11.982 | 7.154  | 6.557  | 8.737  | 9.846  | 7.037  | 3.693 | 2.816 | - | 420.581 |
| Cartago    | 54.197  | 28.709  | 54.242  | 36.309  | 22.346 | 12.877 | 9.700  | 15.422 | 5.003  | 7.070  | 8.710  | 6.910  | -     | 1.501 | 9.898 (Actuemos Ya) | 272.894 |
| Guanacaste | 32.486  | 21.864  | 13.822  | 20.654  | 17.095 | 4.879  | 3.163  | 2.551  | 4.467  | 4.218  | 1.960  | 3.350  | -     | 560   | 7.994 (Unione Guanacasteca) | 139.063 |
| Heredia    | 44.772  | 41.773  | 49.257  | 42.063  | 16.603 | 8.122  | 11.418 | 2.822  | 4.659  | 3.347  | 5.122  | 3.027  | 1.050 | 1.049 | - | 235.084 |
| Limón      | 22.520  | 35.164  | 10.314  | 14.564  | 9.954  | 5.459  | 5.756  | 8.611  | 6.417  | 6.426  | 931    | 5.250  | -     | 1.186 | 13.661 (PLA) 4.840 (Recuperando Valores) | 151.053 |
| Puntarenas | 36.257  | 41.795  | 15.586  | 24.071  | 15.519 | 7.680  | 5.129  | 3.259  | 5.743  | 1.762  | 4.148  | 4.319  | 1.913 | 790   | - | 167.971 |
| San José   | 134.886 | 132.062 | 131.046 | 114.201 | 51.804 | 30.715 | 37.289 | 12.506 | 16.813 | 14.511 | 15.179 | 11.913 | 5.881 | 3.713 | 8.283 (Vamos) 8.237 (Fuerzas Unidas para El Cambio) 8.062 (Todos) 6.270 (Comunal Unido) 4.868 (Transportistas) 1.881 (Patria, Igualdad y Democracia) 790 (Nuovo Partito Socialista) | 750.910 |